# Heiligenstadt (metropolitana di Vienna)
Heiligenstadt è una stazione della linea U4 della metropolitana di Vienna situata nel 19º distretto in corrispondenza della stazione di Vienna Heiligenstadt con cui costituisce un nodo di traffico intermodale. La stazione è il capolinea settentrionale della linea U4.

## Descrizione
La stazione è al livello della strada, sullo stesso piano dei binari della stazione ferroviaria di Vienna Heiligenstadt, e dispone di quattro binari dedicati.
La stazione è stata sottoposta a lavori di ristrutturazione dal 2 luglio 2018 al 26 agosto 2018 durante i quali fu chiusa al traffico e il capolinea della linea U4 venne spostato provvisoriamente alla stazione adiacente di Spittelau.

## Storia
La stazione è entrata in servizio l'8 maggio 1976 ed è stata una delle prime due stazioni della metropolitana di Vienna a essere inaugurata, insieme a quella di Friedensbrücke.
All'epoca la stazione era anche il capolinea della linea G della ferrovia urbana (Stadtbahn) elettrificata. Il 7 ottobre 1989 la linea G fu riconvertita in metropolitana e ridenominata U6. La stazione servì da interscambio tra le due linee fino al 30 aprile 1996, quando entrò in servizio il nuovo tracciato della linea U6 in direzione Floridsdorf e l'interscambio fu spostato nella nuova stazione di Spittelau. Le banchine della vecchia fermata della linea U6 furono riconvertite ad uso della linea U4 e fu installato un impianto di svolta con possibilità di inversione del senso di marcia senza conducente.

## Ingressi
- Zwölfer Februar Platz
- Muthgasse